# Fédération des syndicats de Macédoine
La Сојуз на синдикатите на Македонија (CCM) (SSM - Fédération des syndicats de Macédoine) est une organisation syndicale membre observatrice de la confédération européenne des syndicats.

## Lien
Site officiel de la SSM